# Wayne County and the Electric Chairs
Wayne County and the Electic Chairs est un groupe américain de punk rock. Il est mené par Jayne County, anciennement Wayne County, personne transgenre. Le groupe est formé à Londres par Wayne County. De retour à New York, il est l'un des premiers à se produire sur les scènes du CBGB et du Max's Kansas City, ou Wayne avait été DJ. Après quatre ans de carrière avec son groupe Jayne publie son autobiographie en 1995. Elle poursuit ensuite une carrière solo.

## Biographie
Jayne « Wayne » County est à l'origine membre d'un groupe new-yorkais appelé Queen Elizabeth, puis Wayne County and The Backstreet Boys qui participe à la compilation DIY: Blank Generation publiée par Rhino Records, avec un single, Max's Kansas City 1976. Après avoir emménagé à Londres, Angleterre, avec Greg Van Cook, membre des Backstreet Boys, elle recrute un nouveau batteur et bassiste pour former The Electric Chairs, qui comprend Van Cook (guitare), Val Haller (basse) et Chris Dust (batterie). Jools Holland commence sa première session d'enregistrement en studio en 1976. Aucun album des County n'est publié aux États-Unis, à l'exception des trois chansons incluses dans la compilation Max's Kansas City.
Wayne County and the Electric Chairs sont soutenus par The Police pendant une tournée aux Pays-Bas en 1977. Dust, tchécoslovaque, est renvoyé à la frontière après le retour du groupe au Royaume-Uni, lorsque les autorités ont découvert que son passeport avait expiré il y a un an. Il est remplacé par J. J. Johnson, et le groupe enregistre son premier album, The Electric Chairs. Pour recréer le son de l'album live, le groupe avait besoin d'un autre guitariste, et recrute alors Henry Padovani, à la guitare rythmique.
Ce quintette tourne massivement, mais County renvoie Greg Van Cook à cause de sa toxicomanie envahissante, et est replacé par Elliot Michaels, autre membre des Backstreet Boys. Le producteur Martin Birch obtient le contrôle créatif du deuxième album du groupe, Storm the Gates of Heaven, et Padovani publiera plus tard dans ses mémoires que l'album « n'était pas si mal, mais ce n'était pas le Chairs qu'il devait être. » Leur troisième album, Things Your Mother Never Told You, est produit par David Cunningham. Après quelques autres tournées, Wayne County and the Electric Chairs se scindent en deux, avec d'un côté Elliot Michaels, et de l'autre County dans sa carrière solo. Padovani, Haller, et Johnson enregistrent un dernier single, So Many Ways, sous le nom simple de The Electric Chairs, avant que des problèmes de management ne les forcent à se séparer complètement. À cette période, Padovani et Haller reprennent le chant.
Wayne County joue Lounge Lizard dans le premier film punk rock, Jubilee de Derek Jarman, et le groupe joue Paranoia Paradise, qui participera aussi à la bande son de Jubilee, publiée par Polydor UK en 1978. County participe au film CBGB (2013), et la chanson Out of Control des Wayne County and the Electric Chairs apparait dans la bande son du film CBGB, publiée aux États-Unis par Omnivore Records.

## Membres
- Jayne « Wayne » County - chant
- Greg Van Cooke - guitare
- Henry Padovani - guitare
- Val Haller - guitare basse
- Marky Ramone - batterie

## Discographie

### Albums studio
- 1978 : The Electric Chairs
- 1978 : Storm the Gates of Heaven
- 1979 : Things Your Mother Never Told You
- 1982 : Best of Jayne/Wayne County and the Electric Chairs

### EP
- 1977 : Electric Chairs (Stuck on You / Paranoia Paradise / The Last Time)
- 1978 : Blatantly Offensive (Fuck Off / Night Time / Toilet Love / Mean Mutha Fuckin'Man)

### Single
- 1976 : Max's Kansas City Pt1 / Pt2
- 1977 : Off / On the Crest
- 1977 : And Sheena / R'n'R Cleopatra
- 1978 : I Had too Much to Dream Last Night / Fuck Off
- 1978 : When She Walks / What You Got
- 1978 : Trying to Get on the Radio / Evil Minded Mama
- 1979 : Berlin / Waiting for the Marines
- 1979 : Many Ways / J'attends les Marines

## Films
- 1976 : The Blank Generation, d'Ivan Král et Amos Poe
- 1977 : Jubilee, de Derek Jarman
- 1978 : The Punk Rock Movie, de Don Letts